# لاندا دوپیکر
لاندا دوپیکر یک ستاره است که در صورت فلکی دوپیکر قرار دارد.